# 한국등산·트레킹지원센터
한국등산·트레킹지원센터(韓國登山·트레킹支援센터, Korea Mountain trekking Support Center, 약칭: KMSC)는 건전한 등산문화의 확산과 발전을 위한 교육·홍보사업과 지속가능한 등산환경 조성을 위한 사업을 추진할 목적으로 2008년 7월 21일 설립 허가된 대한민국 산림청 소관의 공공기관으로 대전광역시 대덕구 신상로 67(비래동) 에 위치해 있다. 

## 치우설립 근거
- 산림문화 휴양에 관한 법률 제27조의2[1]

## 주요 사업
- 등산교육사업, 전문산악인 양성 및 지원사업
- 건전한 등산문화의 확산과 발전을 위한 조사연구 및 홍보사업

## 연혁
- 2008년 7월 15일: 한국등산트레킹지원센터 설립

## 지부
- 서울지부: 서울특별시 강북구 우이동 181-7번지 O₂빌딩 3층
- 강원지부: 강원도 원주시 단계동 783 원주지방합동청사 2층